# Udo Scheepers
Udo Scheepers (* 7. Oktober 1946 in Homberg; † 22. April 1986) war ein deutscher Politiker und Landtagsabgeordneter (SPD).

## Leben und Beruf
Nach dem Besuch der Volksschule und der Realschule studierte er an der Staatlichen Ingenieurschule für Maschinenwesen in Hagen und danach an der Technischen Hochschule Aachen. Er legte das erste und das zweite Staatsexamen für das Lehramt an berufsbildenden Schulen ab und war dann im Schuldienst tätig.
Der SPD gehörte Scheepers seit 1968 an. Er war in verschiedenen Parteigremien vertreten, so z. B. als Stellvertretender Vorsitzender der SPD im Unterbezirk Märkischer Kreis. Seit 1972 war er Mitglied der Gewerkschaft Erziehung und Wissenschaft.

## Abgeordneter
Vom 30. Mai 1985 bis zu seinem Tod am 22. April 1986 war Scheepers Mitglied des Landtags des Landes Nordrhein-Westfalen. Er wurde im Wahlkreis 148 Märkischer Kreis I direkt gewählt.
Dem Stadtrat der Stadt Plettenberg gehörte er seit 1978 an und war ab 1984 Bürgermeister.